# Ronald Koeman
Ronald Koeman, född 21 mars 1963 i Zaandam, är en nederländsk fotbollstränare och tidigare spelare. Sedan 2023 är han återigen förbundskapten för Nederländerna.

## Karriär
Koeman rankas som en av Europas bästa försvarsspelare under 1980-talet och 1990-talet. Från sin liberoposition styrde han uppspelen i det nederländska landslaget, med vilket han blev europamästare 1988. Koeman var en fruktad frisparksskytt och en säker straffsparksläggare. 1992 avgjorde han europacupfinalen till FC Barcelonas fördel genom att i förlängningen skjuta matchens enda mål på frispark mot Sampdoria. Ronald Koeman är yngre bror till Erwin Koeman.
Efter avslutad spelarkarriär har Ronald Koeman varit tränare för flera nederländska och andra europeiska storklubbar. Koeman fick sparken ifrån Everton FC den 23 oktober 2017.

## Meriter

### Meriter som spelare
- 78 landskamper/14 mål
  - EM 1988, 1992
  - Europamästare 1988
  - VM 1990, 1994
- Europacupen för mästarlag 1988, 1992
- 1 seger i europeiska supercupen
- Nederländsk mästare 5 gånger
- Nederländsk cupvinnare 3 gånger
- Spansk mästare 4 gånger
- Spansk cupvinnare 1 gång
- Skyttekung i Uefa Champions League 1993/1994 med 8 mål

### Meriter som tränare
- Holländsk mästare 2002, 2004
- Holländsk cupvinnare 2002
- Spansk cupvinnare 2008, 2021